# Jeanne d'Arc, libératrice de la France
Pour les articles homonymes, voir Statue de Jeanne d'Arc.
Le Monument à Jeanne d'Arc, ou Jeanne d'Arc, libératrice de la France est une œuvre du sculpteur français Émile-François Chatrousse située à Paris en France, inaugurée en 1891 dans le boulevard Saint-Marcel.

## Histoire
Le modèle en plâtre de la statue est exposé au Salon des artistes français de 1887. Par la suite, il a été donné par l'État au musée des beaux-arts d'Orléans. La statue en bronze, fondue par Thiébaut Frères, est inaugurée boulevard Saint-Marcel en septembre 1891 par la Ville de Paris à la demande des habitants du quartier.
Une réplique en bonze a été placée en 1891 à la maison d'éducation de la Légion d'honneur à Saint-Denis (Seine-Saint-Denis). Une réplique en marbre a été présentée à l'Exposition universelle de 1900 à Paris.

## Description
La statue en bronze représente Jeanne d'Arc en pied et en armure. Le piédestal en pierre est orné d'un cartouche où sont inscrits le nom et les dates de naissance et de mort de l'héroïne.

## Localisation
La statue est située à l'intersection du boulevard Saint-Marcel et des rues Jeanne-d'Arc et Duméril, dans le 13e arrondissement de Paris. Jeanne d'Arc ne serait jamais venue ici, mais les noms des rues situées aux alentours rappellent des noms de personnages ou des faits de cette époque. Vers la rue Xaintrailles, se trouve la place Jeanne-d'Arc avec l'église Notre-Dame-de-la-Gare qui est parfois appelée église Jeanne-d'Arc.